# K5 League Gyeonggi-do 2019
Die K5 League Gyeonggi-do 2019 war die erste Spielzeit als höchste Amateurspielklasse und die erste Spielzeit insgesamt im südkoreanischen Fußball gewesen. Die Saison begann im April und endete im Oktober. Anschließend folgten die Play-off-Spiele.

## Teilnehmer und ihre Spielstätten
| Team                       | Stadt                      | Heimstadion                                                                       | In der Liga seit           | Vorjahresplatzierung         |                            |
| K5 League Gyeonggi-do 2019 | K5 League Gyeonggi-do 2019 | K5 League Gyeonggi-do 2019                                                        | K5 League Gyeonggi-do 2019 | K5 League Gyeonggi-do 2019   | K5 League Gyeonggi-do 2019 |
| -------------------------- | -------------------------- | --------------------------------------------------------------------------------- | -------------------------- | ---------------------------- | -------------------------- |
| Yangju Deokgye FV          | Yangju                     | Yangju-Stadion Icheon-Moga-Sportpark Icheon-Hobeob-Sportpark Yongin-Fußballcenter | 2019                       | Aufsteiger aus der K6 League |                            |
| Dongducheon ONETEAM        | Dongducheon                | Yangju-Stadion Icheon-Moga-Sportpark Icheon-Hobeob-Sportpark Yongin-Fußballcenter | 2019                       | Aufsteiger aus der K6 League |                            |
| Ansan Gakgol FV            | Ansan                      | Yangju-Stadion Icheon-Moga-Sportpark Icheon-Hobeob-Sportpark Yongin-Fußballcenter | 2019                       | Aufsteiger aus der K6 League |                            |
| Gunpo Sanbon FV            | Gunpo                      | Yangju-Stadion Icheon-Moga-Sportpark Icheon-Hobeob-Sportpark Yongin-Fußballcenter | 2019                       | Aufsteiger aus der K6 League |                            |
| Icheon Majang FV           | Icheon                     | Yangju-Stadion Icheon-Moga-Sportpark Icheon-Hobeob-Sportpark Yongin-Fußballcenter | 2019                       | Aufsteiger aus der K6 League |                            |
| Yongin FV                  | Yongin                     | Yangju-Stadion Icheon-Moga-Sportpark Icheon-Hobeob-Sportpark Yongin-Fußballcenter | 2019                       | Aufsteiger aus der K6 League |                            |

## Reguläre Saison
| Pl. | Verein                  | Sp. | S | U | N | Tore    | Diff. | Punkte |
| --- | ----------------------- | --- | - | - | - | ------- | ----- | ------ |
| 1.  | Yangju Deokgye FV (N)   | 5   | 3 | 2 | 0 | 015:800 | +7    | 11     |
| 2.  | Yongin FV (N)           | 5   | 3 | 1 | 1 | 012:700 | +5    | 10     |
| 3.  | Icheon Majang FV (N)    | 5   | 2 | 2 | 1 | 013:700 | +6    | 08     |
| 4.  | Dongducheon ONETEAM (N) | 5   | 2 | 1 | 2 | 011:110 | ±0    | 07     |
| 5.  | Gunpo Sanbon FV (N)     | 5   | 2 | 0 | 3 | 013:170 | −4    | 06     |
| 6.  | Ansan Gakgol FV (N)     | 5   | 0 | 0 | 5 | 002:160 | −14   | 0      |

| Zum 5. Spieltag:                                                                                            |  |
| Qualifikation zur K5-League-Meisterschaft und Qualifikation zum Korean FA Cup 2020 Abstieg in die K6 League |  |
| |  |
| Zum Saisonende 2018:                                                                                        |  |
| (N) Aufsteiger aus der K6 League                                                                            |  |

## Statistik

### Torschützenliste
Bei gleicher Anzahl von Treffern sind die Spieler alphabetisch geordnet.
| Platz | Spieler         | Mannschaft        | Tore |
| ----- | --------------- | ----------------- | ---- |
| 01    | Oh Yeong-min    | Gunpo Sanbon FV   | 5    |
| 0     | Park Cheon-shin | Icheon Majang FV  | 5    |
| 03    | Oh Min-ho       | Yangju Deokgye FV | 4    |
| 0     | Lee Tae-yeong   | Yangju Deokgye FV | 4    |
| 05    | Kim Hwan-min    | Gunpo Sanbon FV   | 3    |